# Telacanthura melanopygia
El vencejo del Ituri o rabitojo Ituri (Telacanthura melanopygia) es una especie de ave de la familia Apodidae.

## Distribución
Se la encuentra en Angola, Camerún, República Centroafricana, República del Congo, República Democrática del Congo, Costa de Marfil, Gabón, Ghana, Liberia, Nigeria y Sierra Leona.